# هر صبح (ترانه بیس‌هانتر)
"'هر صبح'"(به انگلیسی: Every Morning) یکی از ترانه‌های آلبوم باس جنریشن از باس‌هانتر است که در ۲۱ سپتامبر ۲۰۹ منتشر شد.